# USS LST-333
O USS LST-333 foi um navio de guerra norte-americano da classe LST que operou durante a Segunda Guerra Mundial.